# Отрожный (Оренбургская область)
Отрожный — посёлок в Новосергиевском районе Оренбургской области. Входит в состав Ясногорского сельсовета.

## История
В 1966 г. Указом Президиума ВС РСФСР поселок отделения № 5 совхоза имени Электрозавода переименован в Отрожный.

## Население
| 2010 |
| ---- |
| 46   |